# Valutazione delle portate di piena

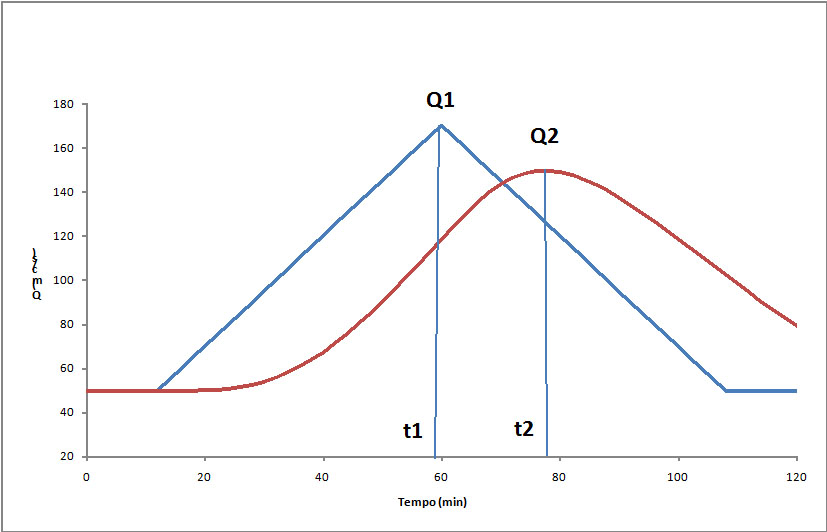
Effetto di laminazione

Nell'ingegneria civile idraulica, l'effetto di laminazione delle portate di piena consiste nel progressivo abbassamento del colmo di piena, per un alveo fluviale, man mano che il fenomeno prosegue da monte verso valle. Nel grafico a lato si può notare come all'istante {\displaystyle t_{1}} la portata massima del corso d'acqua sia {\displaystyle Q_{1}} e nell'istante successivo {\displaystyle t_{2}} la portata sia traslata rigidamente riducendosi.

## Modelli per la valutazione delle portate di piena
Per studiare il comportamento e l'evoluzione delle portate dei maggiori corsi d'acqua, e in tal caso, prevenire fenomeni di esondazione, se non altro nelle principali città coinvolte, l'ingegneria civile idraulica si basa su differenti e molteplici modelli, con rispettivi pregi e difetti. Essi fanno tutti riferimento a due equazioni fondamentali che li governano, ovvero l'equazione del moto (ovvero teorema di Bernoulli applicato alle correnti di moto vario) e l'equazione di continuità applicata alle correnti. Insieme prendono anche il nome di equazioni di De Saint-Venant dall'ideatore francese.
{\displaystyle \left\{{\begin{array}{ll}{\partial h \over \partial x}+{u \over g}{\partial u \over \partial x}+{1 \over g}{\partial u \over \partial t}=i-J\\{\partial Q \over \partial x}+{\partial A \over \partial t}=0\end{array}}\right.}
Dove i termini corrispondono a:
- Q portata
- A area
- u velocità
- g accelerazione di gravità
- h altezza d'acqua
- i pendenza dell'alveo
- J cadente piezometrica

Le equazioni di De Saint Venant per il moto vario (dipendente dal tempo) si basano su tre ipotesi fondamentali:
1. Corrente gradualmente variata o lineare e quindi distribuzione idrostatica delle pressioni.
2. Ipotesi di sezioni trasversali piane e verticali e quindi piezometrica della corrente coincidente con il pelo libero.
3. Fluido incomprimibile (per l'acqua questo punto è sempre verificato tranne nel caso di colpo d'ariete).

Solo i più recenti ed evoluti modelli idraulici si occupano di risolvere in forma esatta questo sistema di equazioni. 
Il loro comportamento si basa sulla discretizzazione dell'alveo in tronchi infinitesimi e sull'uso di un piano orario che mette in relazione i nodi del modello e il tempo. Tali modelli si distinguono poi in espliciti e impliciti. 
I primi sono condizionatamente stabili e quindi necessitano della condizione di Courant per essere verificati mentre i secondi sono incondizionatamente stabili e il principale e più usato di essi è il modello delle linee caratteristiche. Sempre i primi applicano un peso {\displaystyle P_{t}} solo al tempo mentre i secondi applicano un peso {\displaystyle P_{s}} anche allo spazio (esempio il modello cinematico lineare con peso spaziale di Priessmann).
Nella pratica si sfruttano molto di più modelli meno evoluti che approssimano le equazioni di Saint-Venant, ma non per questo meno importanti. 
Essi sono il modello idraulico cinematico, il modello idraulico parabolico, e il modello idrologico con metodo di Muskingum.
Il primo è fin troppo semplicistico e trascura totalmente il contributo dell'altezza d'acqua {\displaystyle h} e della velocità {\displaystyle u}. La sua semplicità ha come difetto la scarsa precisione. Come conseguenza lo studio delle portate di piena nel tempo risente solo dell'effetto di traslazione trascurando totalmente l'effetto di laminazione delle portate.
L'onda nel propagarsi, inoltre si deforma e ciò a causa della dipendenza dalla portata per la celerità che quindi risulta massima per la portata di picco. Il modello fa parte a sua volta dei modelli detti espliciti

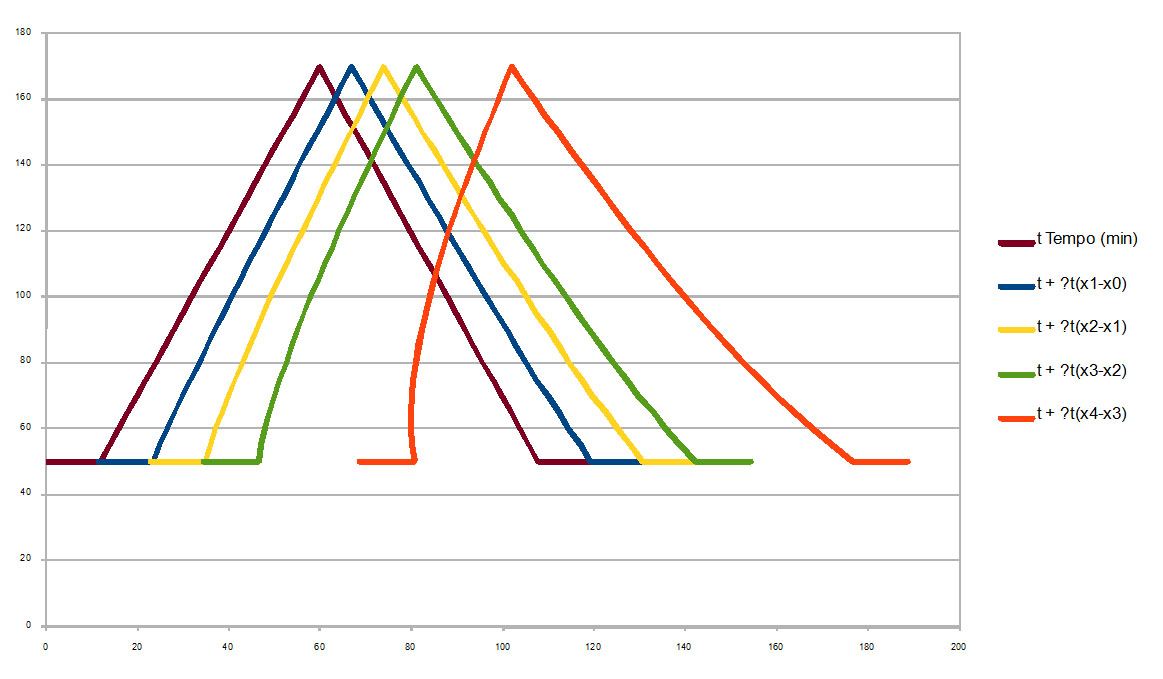
Modello cinematico

Il secondo, ovvero il modello parabolico, trascura solamente il contributo della velocità nell'equazione del moto. Esso è il modello che più si avvicina allo studio esatto dell'equazione di Saint-Venant e permette un'analisi accurata della portata di piena con possibilità di previsione precisa della portata a valle in quanto tiene conto sia dell'effetto di traslazione sia dell'effetto di laminazione.

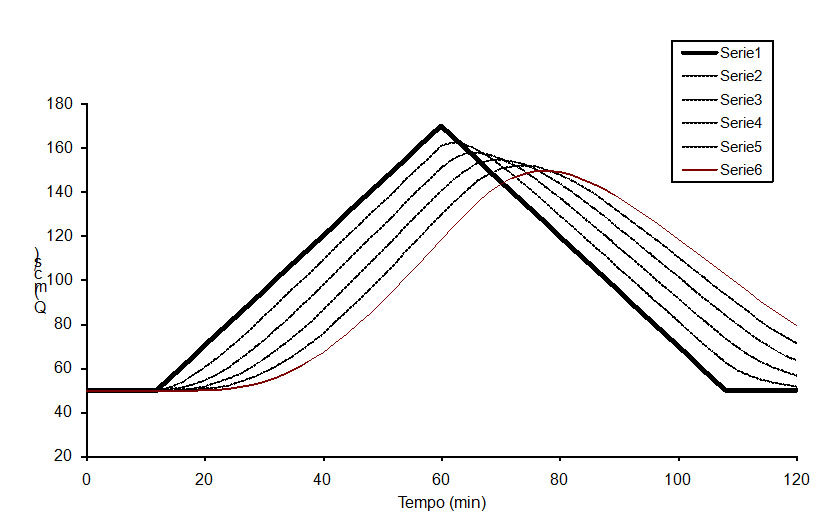
Modello parabolico

Infine i modelli idrologici si occupano di risolvere in forma integrale, su tutto lo spazio, l'equazione di continuità di Saint-Venant (ovvero la somma tra l'equazione del moto e l'equazione di bilancio che essendo nulla non modifica il risultato della prima). Quindi per quest'ultimo modello non c'è nessuna discretizzazione in tronchetti infinitesimi ma si lavora su tutto il corso d'acqua.
In particolare Muskingum mette in relazione il volume totale accumulato o perso nel tratto di corso d'acqua, con la portata entrante e la portata uscente.
Effettuando una combinazione lineare delle portate entranti e uscenti per mezzo di un fattore temporale {\displaystyle k} si ricava il volume totale {\displaystyle W}. Riscrivendo tutto per un intervallo di tempo {\displaystyle t+dt} si trova la variazione di volume {\displaystyle dW}, ma questa è anche uguale a:
{\displaystyle {{Q_{e}(t)+Q_{e}(t+dt)} \over 2}dt-{{Q_{u}(t)+Q_{u}(t+dt)} \over 2}dt=k\cdot [x\cdot [Q_{e}(t+dt)-Q_{e}(t)]+(1-x)\cdot [Q_{u}(t+dt)-Q_{u}(t)]]}
Da cui si può ricavare l'unica incognita:
{\displaystyle Q_{u}(t+dt)=C_{1}\cdot {Q_{e}(t+dt)}+C_{2}\cdot {Q_{e}(t)}+C_{3}\cdot {Q_{u}(t)}}
Con {\displaystyle C_{1}}, {\displaystyle C_{2}}, {\displaystyle C_{3}} fattori di peso dipendenti dal parametro {\displaystyle x} di Muskingum e dal parametro temporale {\displaystyle k}.